# سوسک مته‌ای
سوسک مته‌ای (نام علمی: Bostrichus) نام یک سرده از تیره سوسکچه‌های خرطوم‌دار است.